# 안동시보건소
안동시보건소는 경상북도 안동시의 보건소이다. 안동시청에서 관리 · 감독한다.

## 기본정보
- 주소 : 경상북도 안동시 서문로 293(북문동 58번지)

## 연혁
- 1960년 11월 3일 안동군보건소 설치
- 1963년 4월 7일 안동시보건소 설치
- 1995년 1월 1일 통합 안동시보건소 설치
- 2000년 1월 10일 보건소 이전 신축 준공

## 보건지소 · 보건진료소
- 풍산읍보건지소 : 풍산읍 안교리 130
  - 신양보건진료소
  - 회곡보건진료소
  - 만운보건진료소
- 와룡면보건지소 : 와룡면 태리 55-6
  - 이하보건진료소
- 북후면보건지소 : 북후면 옹천리 557-2
  - 신전보건진료소
  - 연곡보건진료소
- 서후면보건지소 : 서후면 성곡리 126-8
  - 이개보건진료소
  - 이송천보건진료소
- 풍천면보건지소: 풍천면 갈전리 559-30
  - 어담보건진료소
  - 가곡보건진료소
  - 하회보건진료소
  - 신성보건진료소
- 일직면보건지소 : 일직면 운산리 64-184
  - 국곡보건진료소
  - 명진보건진료소
- 남후면보건지소 : 남후면 무릉리 374-5
  - 개곡보건진료소
  - 고상보건진료소
- 남선면보건지소 : 남선면 구미리 126-1
  - 원림보건진료소
- 임하면보건지소 : 임하면 신덕리 692-1
- 길안면보건지소 : 길안면 천지리 606-2
  - 송사보건진료소
  - 구수보건진료소
- 임동면보건지소 : 임동면 중평리 945-3
  - 위리보건진료소
- 예안면보건지소 : 예안면 정산리 675-12
  - 삼계보건진료소
  - 구룡보건진료소
- 도산면보건지소 : 도산면 서부리 174-184
  - 온혜보건진료소
- 녹전면보건지소 : 녹전면 신평리 729-1
  - 원천보건진료소
  - 사신보건진료소